# Aleksandr Afanasjev

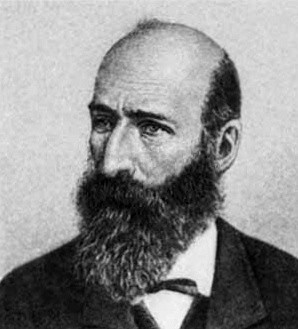
Aleksandr Afanasjev

Aleksandr Nikolajevitsj Afanasjev (Russisch: Александр Николаевич Афанасьев) (Bogoetsjar (gouvernement Voronezj) (23 juli [O.S. 11 juli] 1826 - Moskou, 5 oktober [O.S. 23 september] 1871) was een Russisch sprookjesschrijver die in 1855 en 1863 meer dan 600 Russische volkssprookjes verzamelde en publiceerde. Dit is nog altijd de grootste collectie volkssprookjes door één man verzameld. 
Afanasjevs sprookjes werden niet geschikt geacht voor kinderen wegens de gruwelijkheid van de sprookjes. Hij verwerkte in zijn sprookjes ook satirisch en aanstootgevend materiaal tegen de clerus en aristocratie.

## Leven
Afanasjev werd geboren op 11 juli 1826 in Bogoetsjar bij Voronezj. In deze stad doorliep hij het gymnasium om daarna rechten te studeren aan de Universiteit van Moskou. 
Later zou hij zich meer gaan interesseren voor geschiedenis. Hij publiceerde een aantal artikelen in het tijdschrift ‘’Hedendaags’’ en ‘’Opmerkingen van het Vaderland’ zoals ‘’Het politieke systeem onder Peter de Grote’’ (1847). 
Afanasjev ging op het Ministerie van Buitenlandse zaken werken waar hij het beheer kreeg over het archief waarin zich allerlei charters en verdragen bevonden. 
Rond 1850 kreeg Afanasjev belangstelling voor Russische volksverhalen en sprookjes. In zijn jeugd had hij al veel sprookjes horen vertellen en hij hoopte dat een hernieuwde belangstelling voor sprookjes zou betekenen dat ook de Russische taal aan invloed zou winnen. Hij begon sprookjes en volksverhalen te verzamelen en publiceerde artikelen over de Russische mythologie als "De Heidense traditie van het eiland Boejan" en "Tovenaars en heksen, Magie in het Oude Rusland". In 1855 publiceerde hij zijn eerste bundel Russische sprookjes. 
Hij werd ook in het buitenland bekend met zijn sprookjes en hij correspondeerde met buitenlanders. Afanasjev kwam ook in contact met de in ballingschap levende Russische filosoof en schrijver Alexander Herzen. Herzen was betrokken bij het anti-tsaristische Russische immigrantentijdschrift De Klok (Kolokol). De contacten met Herzen werden Afanasjev noodlottig; in 1862 werd hij gedwongen de staatsdienst te verlaten. Hij kreeg gezondheidsproblemen en leefde in behoeftige omstandigheden. Zijn enorme bibliotheek moest hij beetje bij beetje verkopen om te kunnen eten. In 1871 overleed hij aan tuberculose. Afanasjev werd vijfenveertig jaar.

## Werk
Afanasjev was een aanhanger van de theorie dat volksverhalen en sprookjes afkomstig waren uit de heidense mythologie (Mythologische School). Ook sprookjesverzamelaars als bijvoorbeeld Jacob Grimm hingen deze theorie aan. Zijn boek "Een Poëtische blik op de aard van Slaven" (1865-1869) vormt de verslaglegging van de denkbeelden van Afanasjev over dit onderwerp. Zo zag hij in het sprookje over Vasilissa de Schone, een heidens verhaal rond een strijd tussen de zon (Vasilissa), de storm (haar stiefmoeder) en de donkere wolken (haar stiefzusters). Hij verzamelde meer dan zeshonderd sprookjes, sommige in samenwerking met Vladimir Dahl anderen uit de archieven van het Russisch Geografisch Genootschap. Hij bracht de sprookjes tussen 1855 en 1863 samen in acht delen, naar het voorbeeld van de gebroeders Grimm. Het gruwelijke karakter van sommige sprookjes deed Afanasjev besluiten om een aparte verzameling kindersprookjes uit te brengen. 
Zijn bundeling van Russische volksverhalen werd getroffen door de Russische censuur en die van de kerk. De kerk vond veel verhalen grenzen aan godslastering. Een deel van deze verhalen werd later anoniem gepubliceerd in Zwitserland.